# Jamie Donley
Jamie Donley, né le 3 janvier 2005 à Antrim, est un footballeur international nord-irlandais qui évolue au poste de milieu offensif à Stoke City, en prêt de Tottenham Hotspur.

## Biographie
Né à Antrim en Irlande du Nord, d'un père nord-irlandais et une mère anglaise, Jamie Donley grandis à Colchester, dans le comté d'Essex en Angleterre, où il s'illustre en tennis de table et en football au club local de Colchester Villa.

### Carrière en club
Donley intègre en 2013 le centre de formation de Tottenham, où il commence sa carrière professionnelle en championnat d'Angleterre, après s'être illustré en Premier League 2,.
Il joue son premier match avec l'équipe première du club le 3 décembre 2023, remplaçant Brennan Johnson dans les derniers instant d'un match nul 3-3 chez les futurs champions de Manchester City,.
En juillet 2024, il est prêté au Leyton Orient en championnat d'Angleterre de troisième division.

### Carrière en sélection
Donley est d'abord international junior avec l'Angleterre, jusqu'aux moins de 19 ans, avant de découvrir les sélections nord-irlandaises junior puis senior, pour laquelle il devient officiellement éligible le 17 mars 2025.
En mars 2025, Donley est convoqué pour la première fois avec l'équipe senior d'Irlande du Nord,. Il honore sa première sélection le 21 mars 2025, lors d'un match nul 1-1 contre la Suisse à Windsor Park,. Remplaçant Paul Smyth en début de deuxième période, auteur d'une performance jugée prometteuse, proche d'offrir la victoire aux siens,.